# Куделка, Эдельтрауд
Эдельтра́уд «Тра́уди» Куде́лка (нем. Edeltraud "Traudi" Koudelka; род. 26 января 1948, Фибербрун, Тироль) — австрийская кёрлингистка и тренер по кёрлингу.
В составе женской сборной Австрии участница двух чемпионатов мира (наивысшее занятое место —  девятое) и двенадцати чемпионатов Европы (наивысшее занятое место — седьмое). В составе женской ветеранской сборной Австрии участница трёх чемпионатов мира среди ветеранов (серебряные призёры в 2013).
Играла в основном на позиции четвёртого (в женской сборной; была скипом команды) или на позиции третьего (в женской ветеранской сборной).

## Достижения
- Чемпионат Австрии по кёрлингу среди женщин: золото (1982, 1983, 1984, 1985, 1991, 1992, 1994, 2004), серебро (1990, 1993, 2006, 2007, 2008, 2014, 2015), бронза (2005).
- Чемпионат Австрии по кёрлингу среди смешанных команд: золото (2018), серебро (2005, 2007, 2013).
- Чемпионат Австрии по кёрлингу среди смешанных пар: серебро (2014), бронза (2011).
- Чемпионат мира по кёрлингу среди ветеранов: серебро (2013).

## Команды
| Сезон   | Четвёртый          | Третий             | Второй             | Первый              | Запасной                                      | Турниры             |
| ------- | ------------------ | ------------------ | ------------------ | ------------------- | --------------------------------------------- | ------------------- |
| 1982—83 | Герта Кюхенмайстер | Моника Хёльцль     | Эдельтрауд Куделка | Марианна Гартнер    |                                               | ЧЕ 1982 (8 место)   |
| 1982—83 | Марианна Гартнер   | Эдельтрауд Куделка | Моника Хёльцль     | Герта Кюхенмайстер  |                                               | ЧМ 1983 (10 место)  |
| 1983—84 | Эдельтрауд Куделка | Christl Naegle     | Моника Хёльцль     | Герта Кюхенмайстер  |                                               | ЧЕ 1983 (14 место)  |
| 1984—85 | Эдельтрауд Куделка | Christl Naegle     | Ingrid Märker      | Вероника Хёльцль    |                                               | ЧЕ 1984 (7 место)   |
| 1985—86 | Эдельтрауд Куделка | Christl Naegle     | Ingrid Märker      | Вероника Хёльцль    |                                               | ЧЕ 1985 (7 место)   |
| 1990—91 | Эдельтрауд Куделка | Маргит Хольцер     | Анна Эггер         | Вероника Хубер      | Лилли Хуммельт                                | ЧЕ 1990 (9 место)   |
| 1990—91 | Вероника Хубер     | Эдельтрауд Куделка | Анна Эггер         | Маргит Хольцер      | Лилли Хуммельт                                | ЧМ 1991 (9 место)   |
| 1991—92 | Эдельтрауд Куделка | Маргит Хольцер     | Анна Эггер         | Вероника Хубер      |                                               | ЧЕ 1991 (9 место)   |
| 1992—93 | Эдельтрауд Куделка | Вероника Хубер     | Маргит Хольцер     | Анна Эггер          |                                               | ЧЕ 1992 (10 место)  |
| 1993—94 | Inge Lamprecht     | Elke Lamprecht     | Heidi Morgenthaler | Эдельтрауд Куделка  |                                               | ЧЕ 1993 (10 место)  |
| 1994—95 | Эдельтрауд Куделка | Маргит Хольцер     | Анна Эггер         | Elke Koudelka       | Вероника Хубер                                | ЧЕ 1994 (9 место)   |
| 1995—96 | Эдельтрауд Куделка | Маргит Хольцер     | Elke Koudelka      | Barbara Legerer     | тренер: Роланд Куделка                        | ЧЕ 1995 (8 место)   |
| 1996—97 | Эдельтрауд Куделка | Маргит Хольцер     | Heidi Morgenthaler | Elke Koudelka       | тренер: Роланд Куделка                        | ЧЕ 1996 (11 место)  |
| 2004—05 | Клаудия Тот        | Карина Тот         | Theresa Egger      | Rebecca Rose Seidl  | Эдельтрауд Куделка тренер: Эдельтрауд Куделка | ЧЕ 2004 (11 место)  |
| 2012—13 | Вероника Хубер     | Эдельтрауд Куделка | Anna Reiner        | Heidlinde Gasteiger | Adelheid Wallner тренер: Андреас Унтербергер  | ЧМВ 2013            |
| 2013—14 | Вероника Хубер     | Эдельтрауд Куделка | Anna Reiner        | Heidlinde Gasteiger | тренер: Андреас Унтербергер                   | ЧМВ 2014 (13 место) |
| 2015—16 | Вероника Хубер     | Эдельтрауд Куделка | Anna Reiner        | Heidlinde Gasteiger |                                               | ЧМВ 2016 (13 место) |

(скипы выделены полужирным шрифтом)

## Результаты как тренера национальных сборных
| Год  | Турнир                            | Сборная           | Место |
| ---- | --------------------------------- | ----------------- | ----- |
| 2004 | Чемпионат Европы по кёрлингу 2004 | Австрия (женщины) | 11    |